# エイリッフ・ペーテシェン

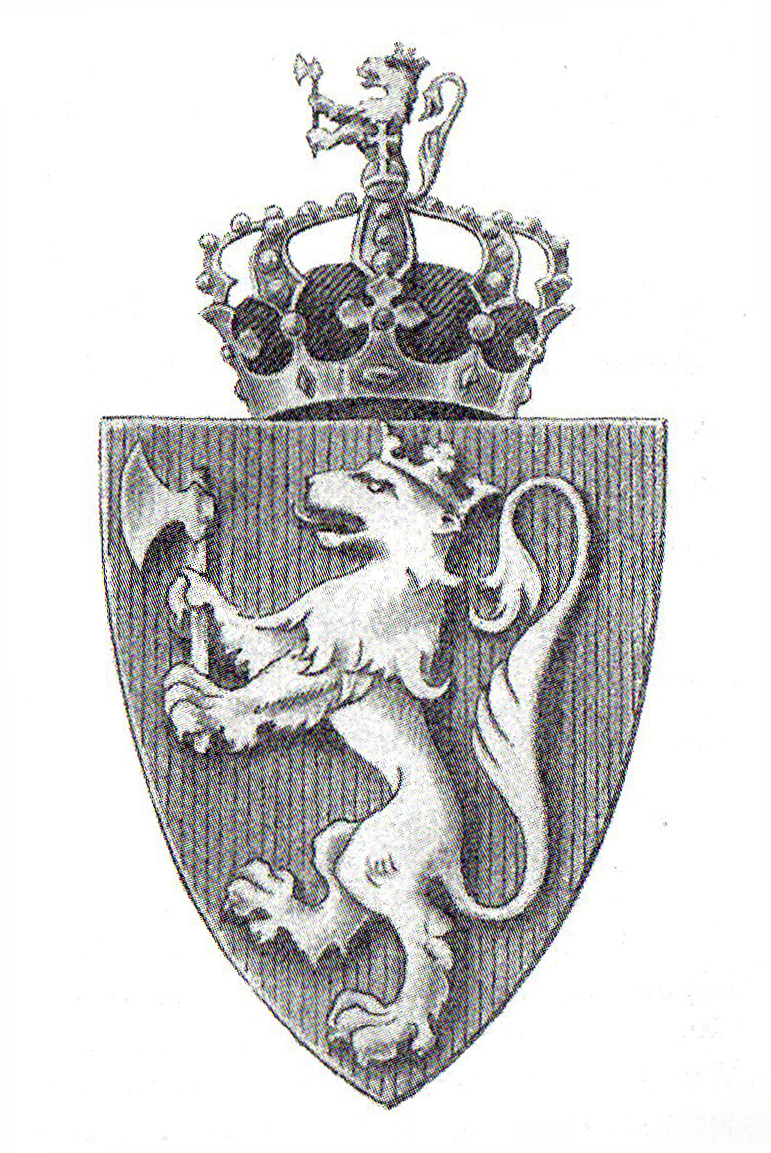
ペーテシェンのデザインしたノルウェー国章

ヤルマール・エイリッフ・エマヌエル・ペーテシェン（諾: Hjalmar Eilif Emmanuel Peterssen、1852年9月4日、クリスチャニア - 1928年12月29日、リッサーケル）は、ノルウェーの画家。

## 解説
風俗画、風景画を得意とし、特に風景画ではノルウェー国民ロマン主義を初めて表現したとして知られている。
オスロ郊外のリッサーケルはノルウェーにおける芸術村として知られているが、ペーテシェンは1980年代にリッサーケルに家を所有した。

## 略歴
クリスチャニア（現在のオスロ）で生まれた。1866年から3年間、クリスチャニアのノルウェー国立工芸芸術アカデミー（Statenshåndverks-ogkunstindustriskole）で学んだ。1869年からは、クリスチャニアで美術学校を開いていた、エッカースベルグ（Johan Fredrik Eckersberg）に学び、1970年にはクヌート・ベルクスリーエン(Knud Bergslien)やミューラー(Morten Müller)に学んだ。1871年にコペンハーゲンに移り、デンマーク王立美術院で半年ほど学んだ後、ドイツに移り、カールスルーエの美術学校で、ルートヴィッヒ・デ・クードルに学び、ワイマールの美術学校でリーフシュタール(Wilhelm Riefstahl)に学んだ。1873年にはミュンヘン美術院でヴィルヘルム・フォン・ディーツやフランツ・フォン・レンバッハに学んだ。ミュンヘンで歴史画を描いて画家として評価された。ミュンヘンではアルノルト・ベックリンやカール・フォン・ピロティといった有名な画家とも知り合った。
1879年にはイタリアを旅し、1882年に最初の妻が亡くなった後、デンマークの漁村、スケーエンで友人のペーダー・セヴェリン・クロイヤーらの「スケーエン派」の画家と活動した。1885年には再びイタリアを旅した。1905年にスウェーデン＝ノルウェー連合王国が解消されて、ノルウェーが独立した時、ノルウェーの国章をデザインした。ペーテシェンのデザインは1937年まで使われた。
晩年はノルウェーの風景を多く描き、オスロ郊外のアーケシュフース県のリッサーケルで没した。

## 主な作品

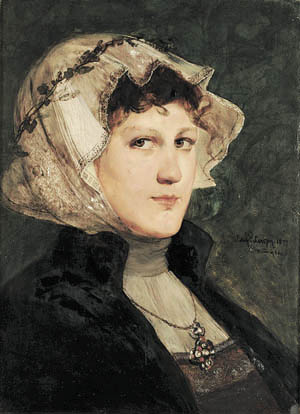
女性像（1877年）
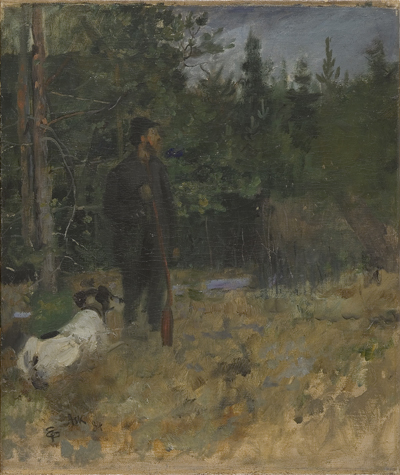
Jeger i skogen ved Ask  （1884年）
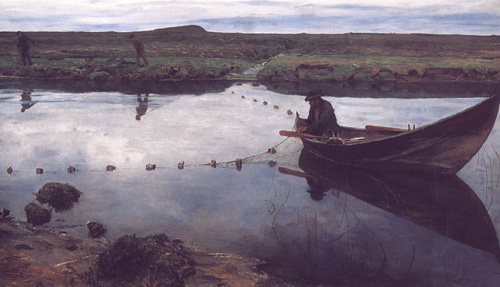
漁師（1889年）
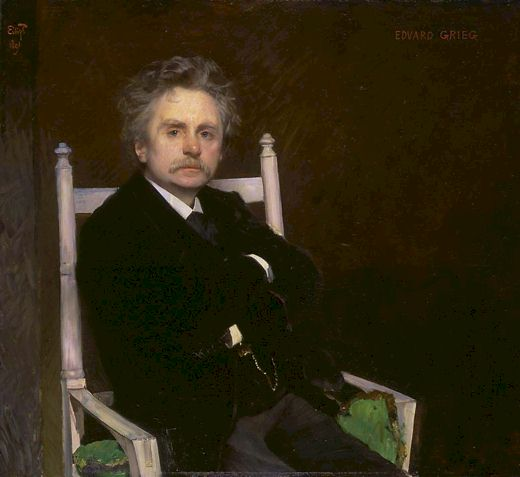
エドヴァルド・グリーグ （1891年）
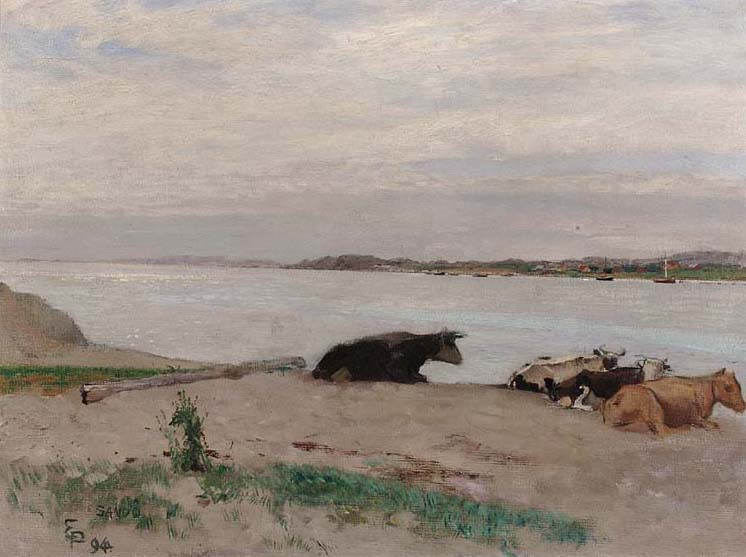
Sandø （1894年）
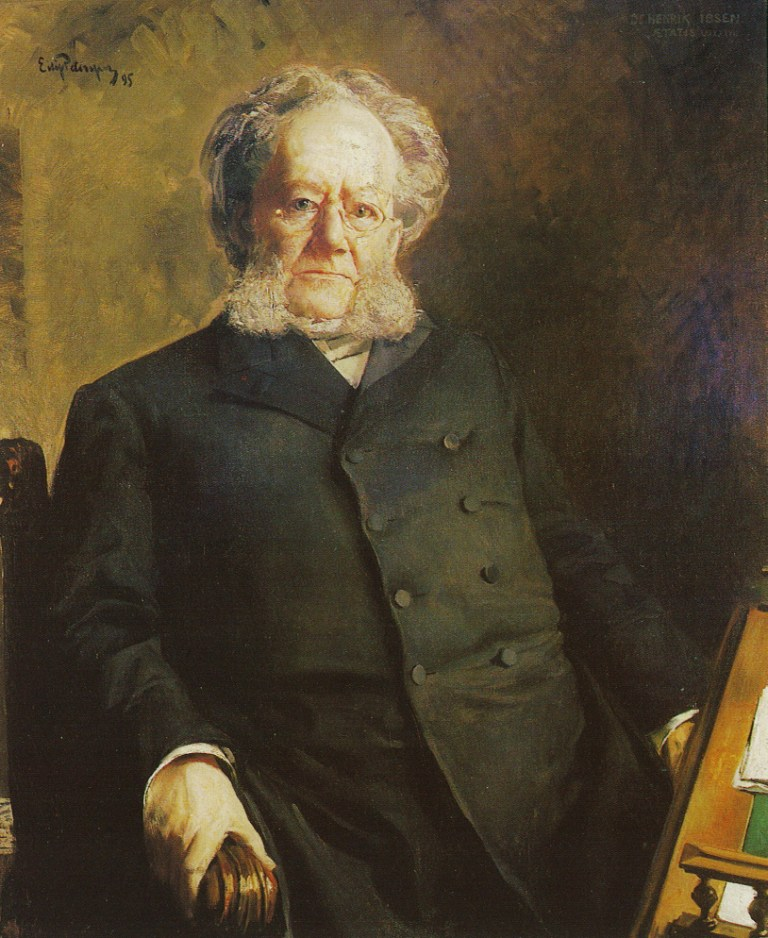
ヘンリック・イプセン （1895年）
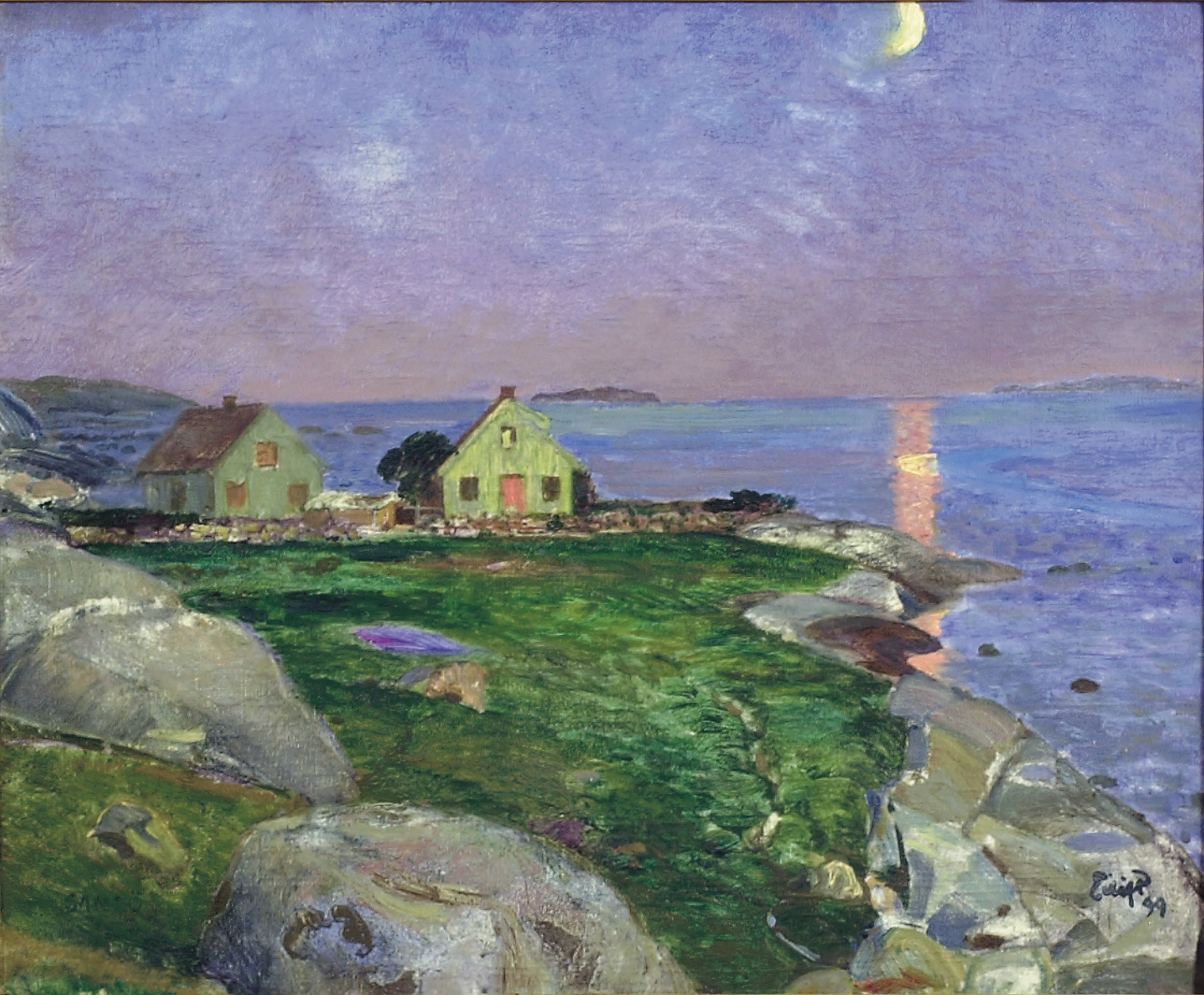
Sandø （1899年）
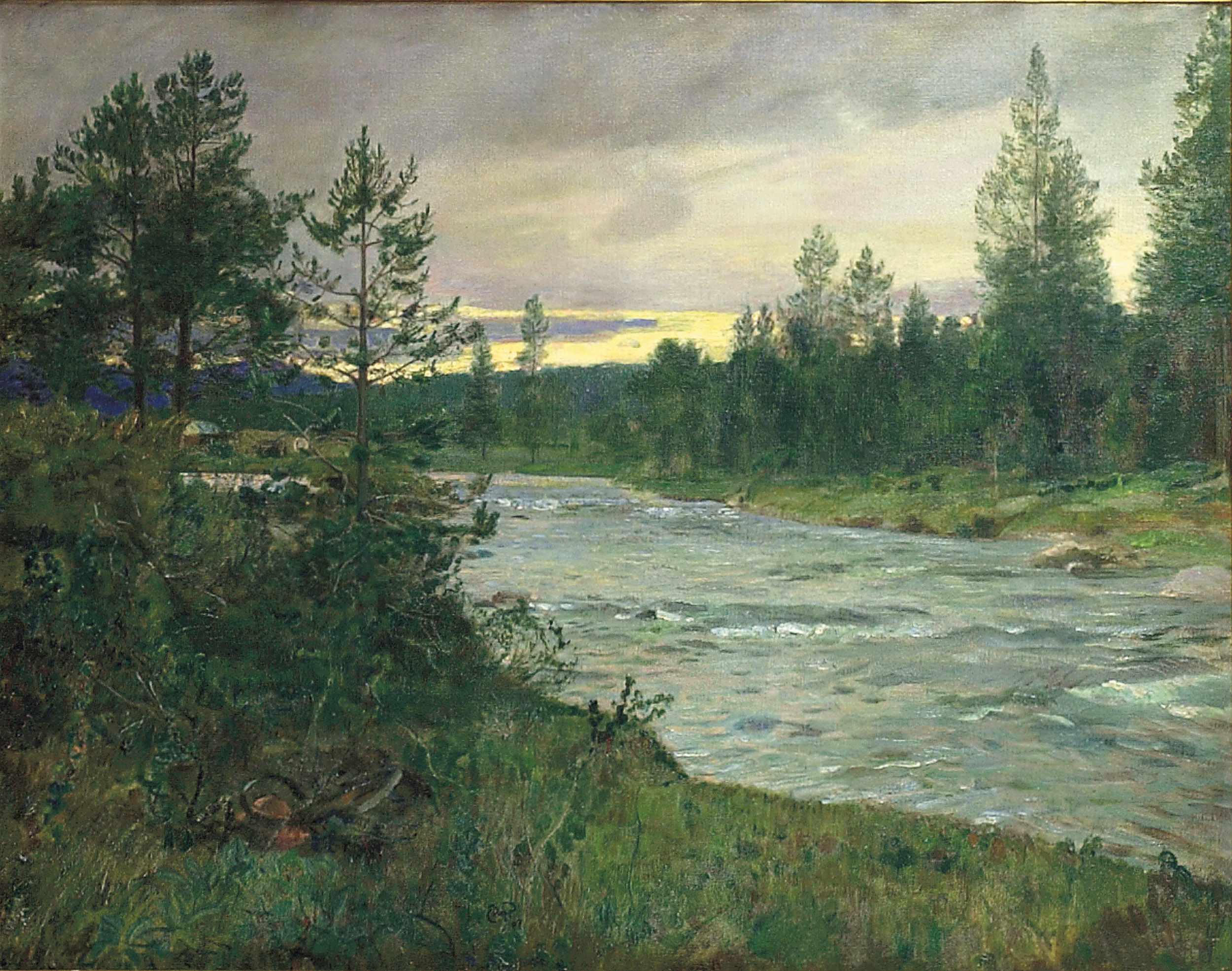
Fra Sevilosen ved Savalen （1907年）
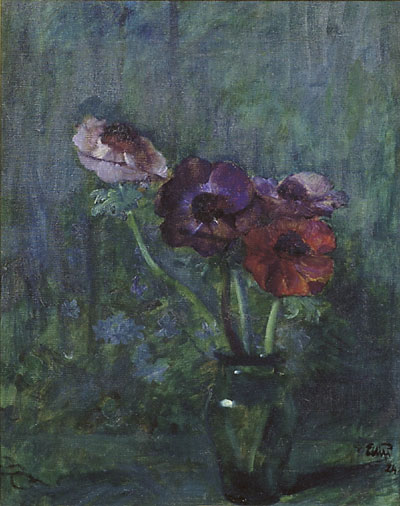
アネモネ（1924年）
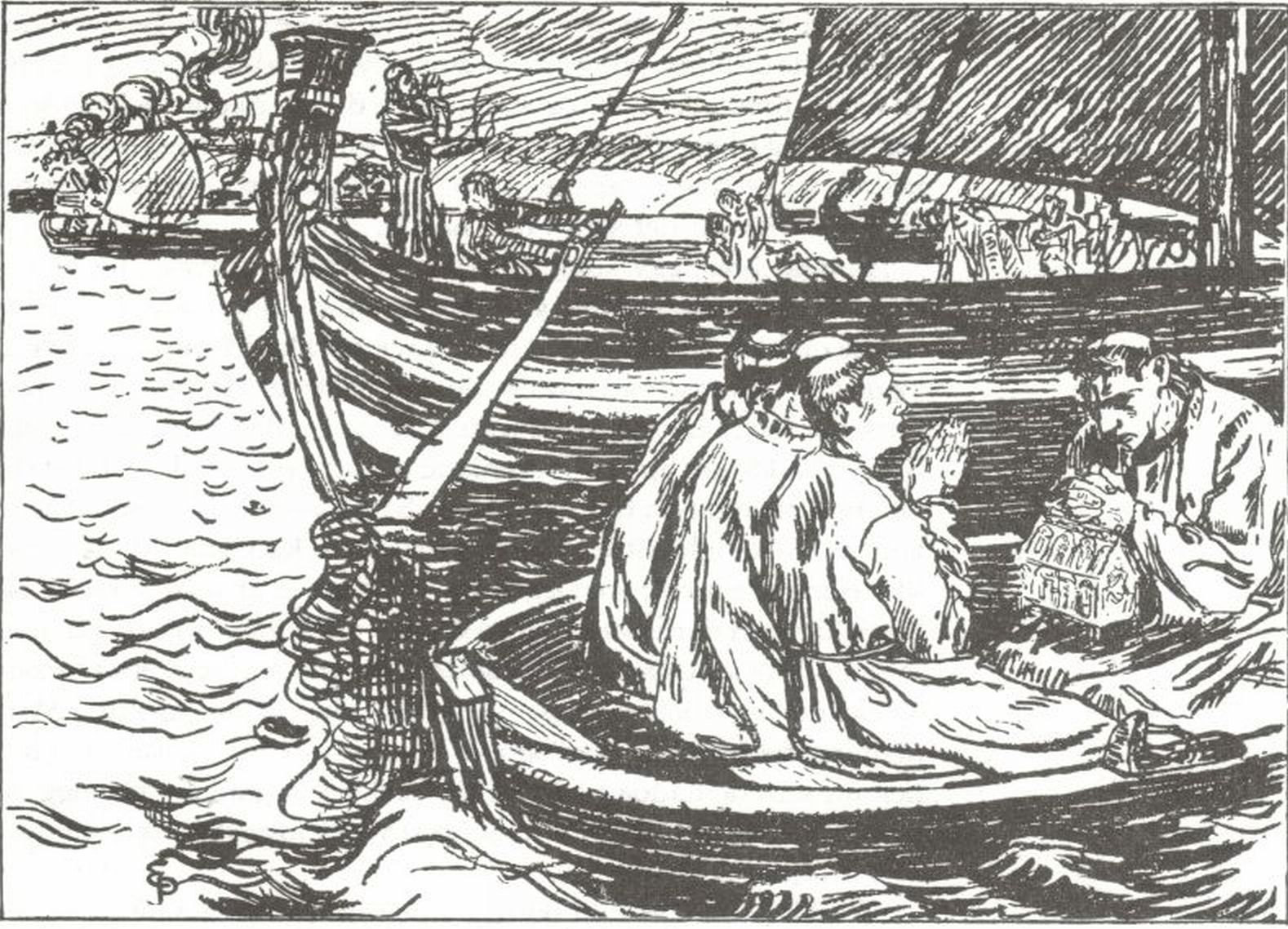
『ヘイムスクリングラ』の挿絵
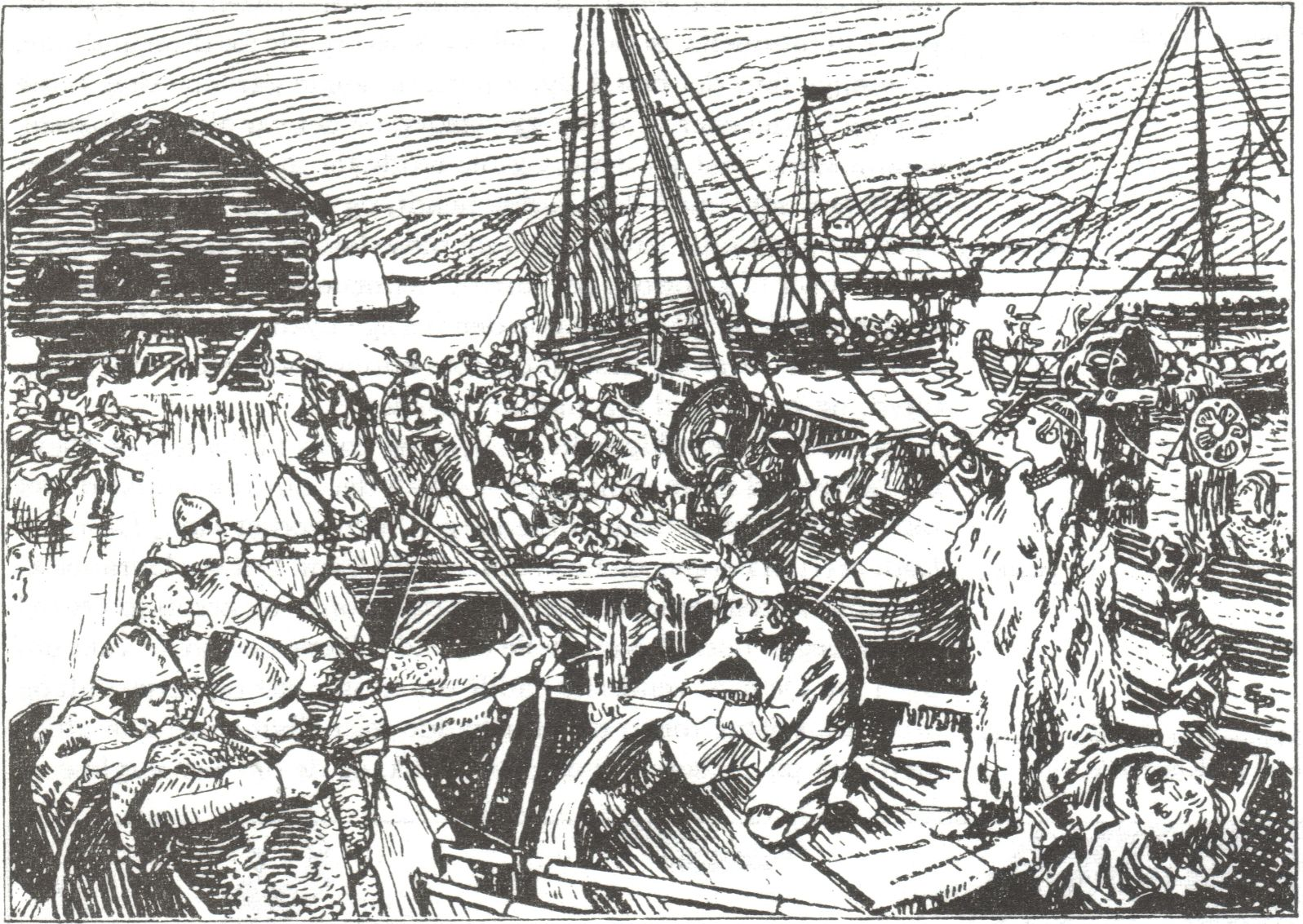
同
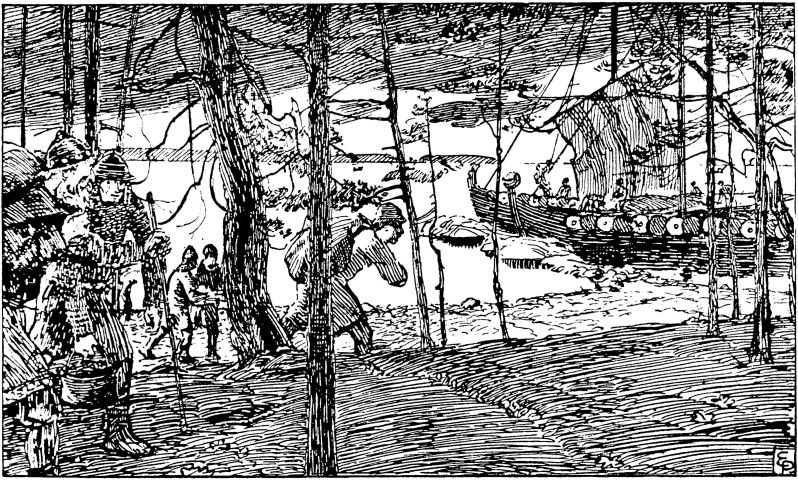
同